# Храздан
Храздан (јерм. Հրազդան, романизован као Раздан) је центар јерменског марза Котајк. Име Храздан долази из персијског од речи Frazdan која има везе са зороастријанском митологијом. Са нешто мање од 53.000 становника је пети град по величини у Јерменији. У току совјетске власти важио је за један од индустријских центара Јерменије.

## Географија
Град је смештен готово у централом делу земље, и са свих страна је окружен планинским врховима. Гроз град протиче истоимена река, иначе отока језера Севан, те два мања потока. Град је смештен на надморској висини која варира од 1.600 до 1.750 m, а од Јеревана је удаљен свега 50 км. Просечна годишња температура је око 6 °C а у току године у просеку падне између 715 и 730 мм талога.

## Историја
Храздан је релативно млад град, формиран у току совјетске владавине. Центар овог региона у периоду између 1930. и 1959. било је сеоце Ахта, које данас предтставља јужно предграђе. Године 1959. село је класификовано као насеље урбаног типа Јерменије и преименовано је у Храздан, а убрзо су граду додата и околна мања насеља (град је и настао спајањем више одвојених насеља). Развојем индустрије град је почео да напредује великим корацима и већ у првим годинама број становника је порастао на 61.000 (а након стицања независности тај број се смањује).
Центром марза Котајк је постао у децембру 1995. године.

## Привреда
Још од совјетских времена Храздан је важио за један од индустријски најразвијенијих градове у Јерменији. У близини града је лоцирана једна од највећих термоелектрана у региону, док се на обалама језера Тсовинар налази хидроелектрана (град је велики произвођач електричне енергије). Хразданска фабрика цемента, основана 1970. године је једно од највећих предузећа те врсте у региону "MIKA Cement CJSC". Од осталих привредних објеката треба поменути старе мануфактуре тепиха, затим индустрију електричне опреме и прехрамбене погоне (посебно млечни производи), а развијено је и сточарство (и на његовој бази месна индустрија).

## Образовање и култура
У Храздану се налази велики приватни институт за високо образовање "Hrazdan Humanitarian Institute" у склопу ког постоје три факултета (педагогија, право и економија). Постоје и два центра за средњошколско образовање.
Од 1953. у граду се налази и драмско позориште, национална галерија и геолошки музеј. У галеријама историјског музеја налази се више од 4.000 експоната од којих су многи стари између 2 и 3 милиона година.
Знаменитости града су:
- Манастирски комплекс Сурб Степанос (Свети Стефан) из X века;
- Манастирски комплекс Макараван са две одвојене цркве (X и XIII век);
- Језеро Тсовинар;
- Реке Храздан, Мармарик и Агхверан.

На 10 км северно од град се налази велики ски комплекс Цакхаџор.
Град има и властиту РТВ станицу, Храздан РТВ која је у приватном власништву.